# Монфорте-дель-Сід
Монфорте-дель-Сід, Монфорт (ісп. Monforte del Cid (офіційна назва), валенс. Montfort) — муніципалітет в Іспанії, у складі автономної спільноти Валенсія, у провінції Аліканте. Населення — 8619 осіб (2022).

## Географія
Муніципалітет розташований на відстані близько 340 км на південний схід від Мадрида, 22 км на захід від Аліканте.
На території муніципалітету розташовані такі населені пункти: (дані про населення за 2010 рік)
- Монфорте-дель-Сід: 7041 особа
- Оріто: 565 осіб

## Демографія
Динаміка населення (INE ):

## Галерея зображень

Розташування муніципалітету Монфорте-дель-Сід у комарці Медіо-Віналопо
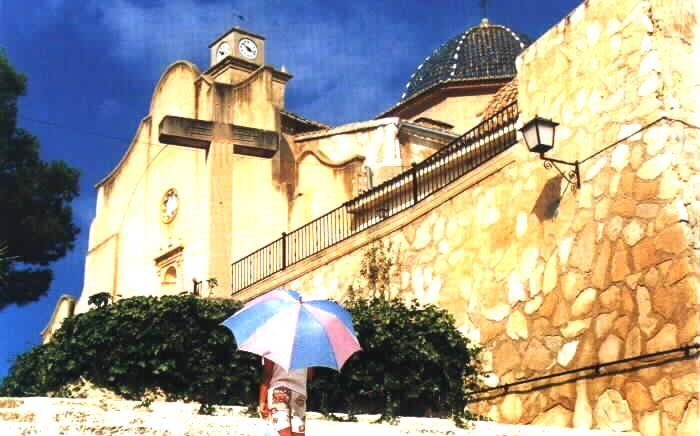
Церква Нуестра-Сеньйора-де-лас-Ньєвес